# Dékány Éva (nyelvész)
Dékány Éva (Kecskemét, 1983. március 18. – ) magyar nyelvész, az MTA Nyelvtudományi Intézet tudományos munkatársa.

## Életpályája
2006-ban szerzett angol nyelv és irodalom tanári diplomát az ELTE Bölcsészettudományi Karon (ELTE), valamint 2007-ben elméleti nyelvészet szakos bölcsész oklevelet. 
2012-tól kutat az MTA Nyelvtudományi Intézet tudományos munkatársaként.

## Szervezeti tagságok
- 2010-2011 Representative of temporary employees on the CASTL board of directors, University of Tromsø

## Közéleti és tudományos tevékenységei
- Magyar Generatív Történeti Szintaxis Kutatócsoport

## Díjai, elismerései
- 2018: Akadémiai Ifjúsági Díj
- 2016: Junior Prima díj

## Művei
- 2014 Functional structure in Old Hungarian verbal gerunds, Acta Linguistica Hungarica 61 (3): 317-361.
- 2012 Nemjöttemhíniaaz igazakat. Az ómagyaranti-egyeztetettfőnévi igenevekről[OnOld Hungarian anti-agreeing infinitives]. Nyelvtudományi Közlemények 108: 209-242.
- 2009 The Nanosyntax of Hungarian postpositions. Nordlyd 36 (1): 41- 76.
- 2008 A mi Jánossal exkluzív és inkluzív olvasatáról. Nyelvtudományi Közlemények 105: 298-311.
- 2008 El+ verb complex predicates in Hungarian. Nordlyd 35 (1): 1-17.